# Amtsgericht Kenzingen

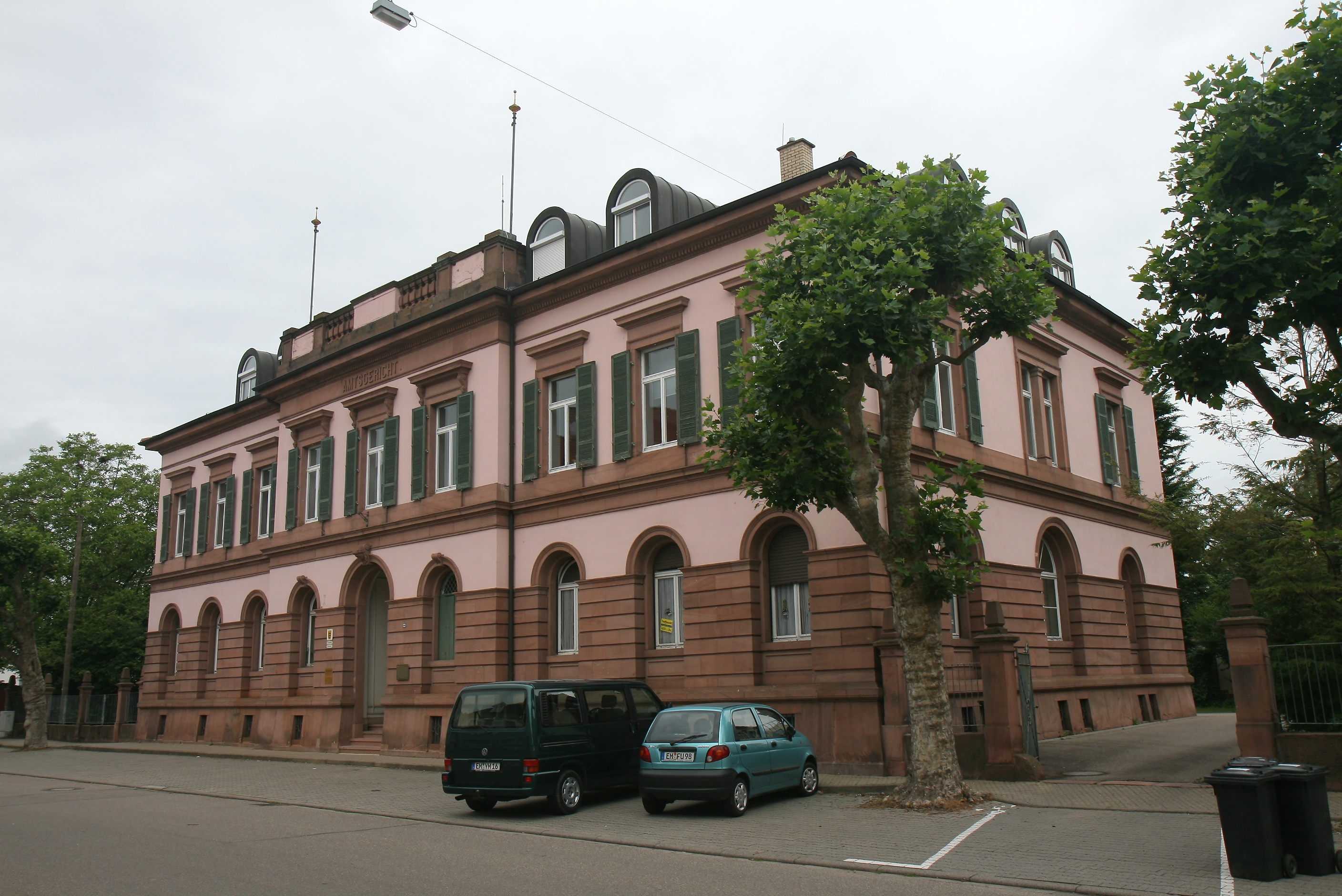
Gerichtsgebäude

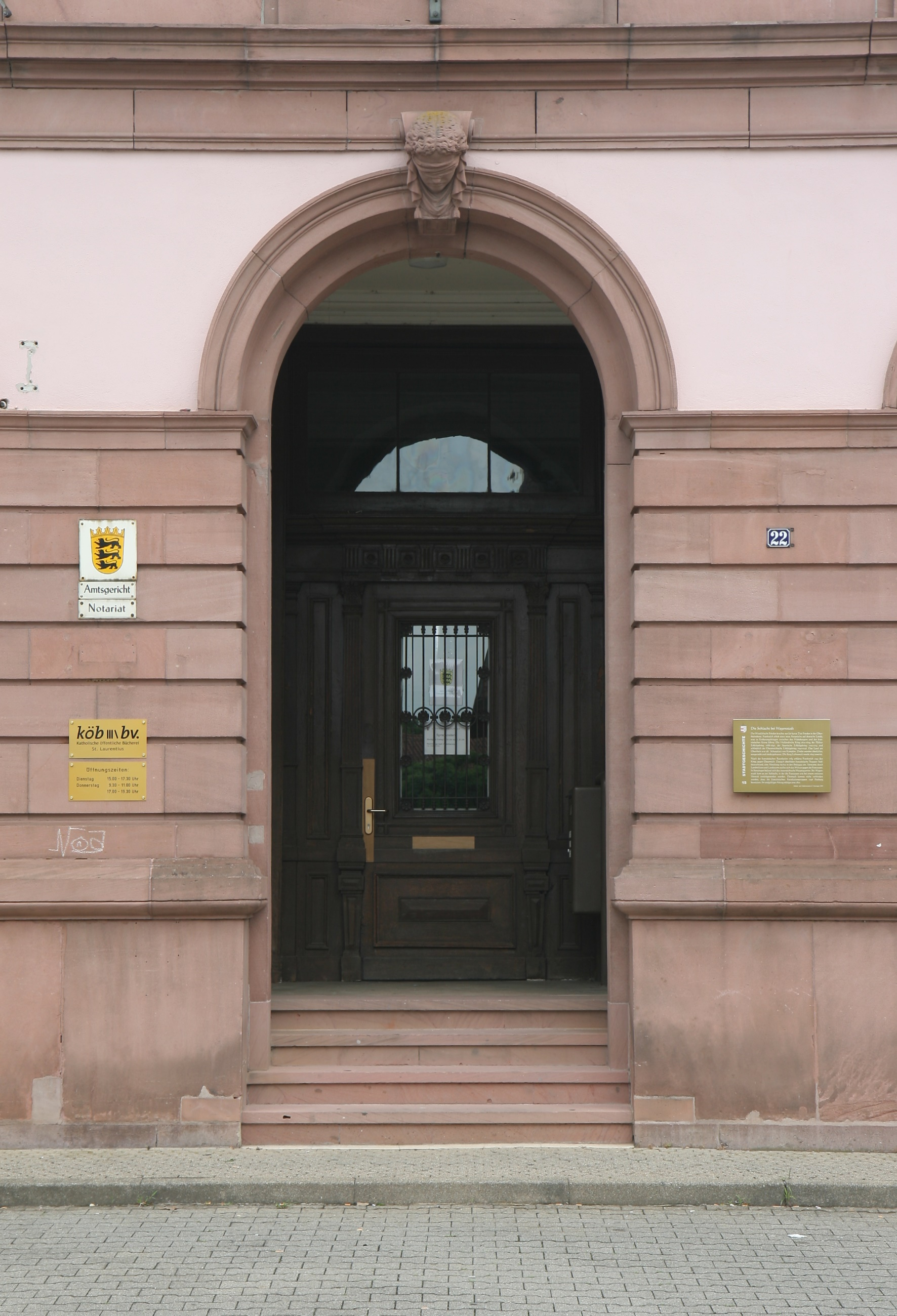
Portal

Das Amtsgericht Kenzingen ist ein Gericht der ordentlichen Gerichtsbarkeit und eines von zehn Amtsgerichten im Bezirk des Landgerichts Freiburg.

## Gerichtssitz und -bezirk
Sitz des Gerichts ist Kenzingen. Der Gerichtsbezirk umfasst die Städte Endingen, Herbolzheim und Kenzingen sowie die Gemeinden Bahlingen, Forchheim, Rheinhausen im Breisgau, Riegel, Sasbach, Weisweil und Wyhl. Damit leben im Gerichtsbezirk ca. 53.900 Menschen (Stand: 31. Dezember 2018).

## Zuständigkeit
Das Amtsgericht Kenzingen ist als erstinstanzliches Gericht in Zivil- und Strafsachen, sowie in Angelegenheiten der freiwilligen Gerichtsbarkeit zuständig. Jedoch ist in Familien-, Schöffen- und Haftsachen das Amtsgericht Emmendingen zuständig.
Für Mahnsachen ist das Amtsgericht Stuttgart und für Landwirtschaftssachen das Amtsgericht Freiburg zuständig.

## Übergeordnete Gerichte
Dem Amtsgericht Kenzingen unmittelbar übergeordnet ist das Landgericht Freiburg. Zuständiges Oberlandesgericht ist das Oberlandesgericht Karlsruhe und in Zivilsachen seine Außensenate in Freiburg. Oberstes Gericht ist der Bundesgerichtshof.